# Holzgerlinger Platte
Die Holzgerlinger Platte ist die naturräumliche Teileinheit Nr. 104.14 des Schwäbischen Keuper-Lias-Lands im Südwestdeutschen Stufenland. Sie gehört zum Naturraum 104 – Schönbuch und Glemswald.

## Lage
Das Fliesengefüge der Holzgerlinger Platte wird fast ausschließlich von den mittelmäßig dränierten und verhältnismäßig mineralkräftigen Lias-Decklehmen (= Filderlehmen) bestimmt. Nur am Westrand kommt in der kleinen Traufbucht von Schloss Mauren der Knollenmergel zutage, ebenso am Schaichtalhang im Ostteil der Einheit. Die Lößlehme greifen aber auch noch auf diese Ränder aus.
Den Südwestteil bildet die Liasplatte von Holzgerlingen mit Höhen von 530 bis 480 m über NHN. Nördlich an die Bruchlinie der Brombergspalte schließt der nördliche Schönbuch an, eine im Verhältnis zum südlichen Schönbuch weniger weit herausgehobene Keuperscholle, die flächig von Liaskalken bedeckt ist. Am nordwestlichen Schönbuchrand zwischen Böblingen und Weil im Schönbuch findet man beackerte Riedel aus Gesteinen des Lias über Ausraumzonen im Keuper.
Die Holzgerlinger Platte ist seit der Römerzeit besiedelt. Folgende Städte und Gemeinden sind (von Westen nach Osten) der Holzgerlinger Platte zugeordnet: Hildrizhausen, Altdorf, Holzgerlingen, Weil im Schönbuch, Dettenhausen.